# Neoherminia latimarginea
Neoherminia latimarginea är en fjärilsart som beskrevs av George Francis Hampson. Neoherminia latimarginea ingår i släktet Neoherminia och familjen nattflyn. Inga underarter finns listade i Catalogue of Life.